# Pork Peninsula
Pork Peninsula är en halvö i Kanada.   Den ligger i territoriet Nunavut, i den östra delen av landet, 2 200 km nordväst om huvudstaden Ottawa.
Trakten runt Pork Peninsula består i huvudsak av gräsmarker.